# Makoto Hasegawa
Makoto Hasegawa (長谷川誠?, Hasegawa Makoto; Yokote, 2 aprile 1971) è un allenatore di pallacanestro ed ex cestista giapponese, di ruolo playmaker, vice-allenatore della nazionale giapponese 3x3.

## Carriera
Con il Giappone ha disputato il Campionato del mondo del 1998, segnando 24 punti in 5 partite.